# Cariopilita
La cariopilita és un mineral de la classe dels silicats, que pertany al grup de la serpentina. Rep el nom del grec χάρυον, nou, pel seu color i hàbit marronós, més πίλος, feltre, per la seva aparença a aquest material a les seccions primes.

## Característiques
La cariopilita és un silicat de fórmula química Mn2+₃Si₂O₅(OH)₄. Cristal·litza en el sistema monoclínic. La seva duresa a l'escala de Mohs es troba entre 3 i 3,5.
Segons la classificació de Nickel-Strunz, la cariopilita pertany a «09.ED: Fil·losilicats amb capes de caolinita, compostos per xarxes tetraèdriques i octaèdriques» juntament amb els següents minerals: dickita, caolinita, nacrita, odinita, hal·loysita, hisingerita, hal·loysita-7Å, amesita, antigorita, berthierina, brindleyita, crisòtil, cronstedtita, fraipontita, greenalita, kel·lyïta, lizardita, manandonita, nepouïta, pecoraïta, guidottiïta, al·lòfana, crisocol·la, imogolita, neotocita, bismutoferrita i chapmanita.

## Formació i jaciments
Va ser descoberta a la mina Harstigen, a la localitat de Pajsberg, dins el municipi de Filipstad (Comtat de Värmland, Suècia). Tot i tractar-se d'una espècie no gaire habitual ha estat descrita en tots els continents del planeta a excepció de l'Antàrtida.